# Janusz Kusociński
Janusz Tadeusz Kusociński (Varsavia, 15 gennaio 1907 – Palmiry, 21 giugno 1940) è stato un mezzofondista polacco, campione olimpico dei 10000 metri piani a Los Angeles 1932.

## Biografia
Nacque a Varsavia nella famiglia di un operaio delle ferrovie. Janusz Kusociński, o Kusy, com'era chiamato, giocò a calcio da studente in diverse squadre della capitale polacca. Si dedicò poi all'atletica nel 1928 dopo essere entrato nel gruppo sportivo "Sarmata". Il suo preparatore era il famoso atleta estone del decathlon Aleksander Klumberg.
Nella sua prima competizione, ai Campionati nazionali polacchi, Kusociński vinse sorprendentemente i 5.000 metri; non partecipò alla stagione successiva in quanto chiamato a servire l'esercito polacco, ma in seguito tornò più forte di prima: vinse i Campionati polacchi nei 1.500 e nei 5.000 metri nel 1930 e nel 1931, e gli 800 metri nel 1932.
Nel 1932 Kusociński lavorava come giardiniere in un parco di Varsavia. Solo un mese prima delle Olimpiadi di Los Angeles, Kusociński ottenne un nuovo record mondiale nei 3.000 metri (8'18"8) e sempre nello stesso anno, raggiunse un nuovo record mondiale non ufficiale correndo le 4 miglia in un tempo di 19'02"6. Ai giochi olimpici, Kusociński vinse una battaglia contro i finlandesi Volmari Iso-Hollo e Lasse Virtanen nei 10.000 metri, con il record olimpico di 30'11"4.
Dopo essersi classificato secondo ai primi Campionati europei a Torino nei 5.000 metri, Kusociński decise di ritirarsi dall'atletica, ma vi tornò nel 1939 vincendo nei 10.000 metri ai Campionati nazionali polacchi.
Kusociński si arruolò volontario nell'esercito polacco dopo che la Polonia venne invasa dalla Germania nazista, e fu ferito due volte. Durante l'Occupazione della Polonia lavorò come cameriere, ma fu segretamente membro della resistenza polacca. Janusz Kusociński fu arrestato dalla Gestapo il 26 marzo 1940 durante l'AB-Aktion, e fu imprigionato nella prigione di Mokotów. Fu giustiziato tre mesi dopo a Palmiry, vicino a Varsavia.
Una competizione atletica annuale, il Kusociński Memorial, si tiene ogni anno in Polonia in suo onore. Nel 2009 si è tenuta la 55ª edizione. Nel corso dello stesso anno a Kusociński è stato assegnato postumo l'Ordine della Polonia Restituta.

## Palmarès
| Anno | Manifestazione  | Sede        | Evento         | Risultato | Prestazione | Note            |
| ---- | --------------- | ----------- | -------------- | --------- | ----------- | --------------- |
| 1932 | Giochi olimpici | Los Angeles | 10 000 m piani | Oro       | 30'11"4     | Record olimpico |
| 1934 | Europei         | Torino      | 1 500 m piani  | 5º        | 3'59"4      |                 |
| 1934 | Europei         | Torino      | 5 000 m piani  | Argento   | 14'41"2     |                 |